# Idea arbetsgivarförbundet för ideella organisationer
Idea arbetsgivarförbundet för ideella organisationer (IDEA) var fram till 2021 en fristående svensk arbetsgivarorganisation för arbetsgivare inom ideell och idéburen verksamhet utan primärt vinstsyfte. 
Idea bildades 1995, ursprungligen som ett eget förbund inom  Handelns Arbetsgivareorganisation (HAO), och arbetade med arbetsrättslig rådgivning, förhandlingar och utbildning i arbetsgivarfrågor. Idea hade ca 1 450 medlemsorganisationer med totalt 14 500 anställda. 
Den 1 januari 2021 bildade Idea tillsammans med Arbetsgivarföreningen KFO den nya arbetsgivarorganisationen Fremia och skapade därmed Sveriges största fristående arbetsgivarorganisation, varvid Idea och KFO upplöstes.